# Яновский, Ян Непомук
Ян Непомук Яновский (17 мая 1803, Конописка — 9 февраля 1888, Жувизи-сюр-Орж, Франция) — российский польский юрист, писатель

-публицист, журналист, политик-националист. Был масоном. Был сторонником независимости Польши и противником любой аристократии, последовательно выступая в своих работах против её политической и социальной концепции.

## Биография
Родился в крестьянской семье. В 1822—1823 года изучал философию в Ягеллонском университете (в Кракове, на тот момент Краковская республика), а затем в Варшавском университете (российское Царство Польское). В 1827 году стал магистром гражданского и канонического права.
Позже он работал в судебной системе, кассе взаимопомощи и библиотеке Общества любителей наук и искусств в Варшаве и сотрудничал в «Korespondenta Warszawskiego» и «Temidy polskiej». В 1831 году (во время Ноябрьского восстания против российских властей) возглавил комиссию государственных доходов и имуществ. Во время восстания был некоторое время редактором «Gazety polskiej», где горячо отстаивал интересы народа против польской аристократии. После подавления восстания эмигрировал во Францию; в эмиграции был секретарём и вице-президент патриотического общества, а также одним из основателей демократического общества. С 1835 года был редактором и издателем «Przeglądu Dziejów Polski». После февральской революции (1848) сотрудничал в «Réforme» и в «Démocratie pacifique». Изгнанный из Франции министром Дюфором (1849), удалился в Англию, оттуда в Польшу; высланный оттуда, вернулся в Париж в 1853 году. Он стал одним из сотрудников газеты «Demokraty polskiego», печатавшейся в Лондоне, писал против иезуитов и польской аристократии, которых он обвинял в большей части бед Польши; принимал деятельное участие в комитете польской эмиграции во время восстания 1863 года; энергично протестовал против анонимной диктатуры мнимонационального правительства.
Написал множество статей для журналов, к числу важнейших из которых относятся «Margrabia Aleksander Wielopolski» (Париж, 1861), «O początku demokracji polskiej…» (Париж, 1862), «Les derniers moments de la révolution de Pologne en 1831…» (Париж, 1833). Кроме того, ему принадлежат следующие работы: «Considérations sur la nationalité française en XVIII siècle» (1842); «Les derniers moments de la révolution de Pologne en 1831» (1833); «Jezuici w Polsce» (1861); «Rzym i Polska» (1863); «Commencements de la démocratie polonaise» (1862); «Lettre au prince Czartorysi» (1854). Выпустил также «Краткий политический катехизис» и опубликовал автобиографические заметки, посвящённые периоду 1803—1853 годов.